# ゼバスティアン・ハーゼナイ
ゼバスティアン・ハーゼナイ（Sebastian Haseney、1978年8月27日 - ）は、ドイツ、テューリンゲン州ズール出身のノルディック複合選手。

## プロフィール
1999年3月6日にラハティでノルディック複合・ワールドカップにデビューしいきなり3位に入賞した。1999年と2000年のドイツ選手権個人グンダーセンで優勝、2000年のスプリントでは2位となった。
自身初のオリンピック、2002年のソルトレイクシティオリンピックでは個人戦21位に終わった。
2005年ノルディックスキー世界選手権団体で銀メダルを獲得、2006年トリノオリンピックではグンダーセンで6位入賞、スプリントは29位に終わった。2007年ノルディックスキー世界選手権札幌大会では団体戦で再び銀メダルを獲得した。
2009-2010シーズン終了時点でワールドカップ通算2勝（2位6回、3位7回）、総合では2003-2004シーズンの6位が最高位。　